# Communauté de communes des Delles
La communauté de communes des Delles est une ancienne communauté de communes française, située dans le département de Manche et la région Basse-Normandie.

## Historique
La communauté de communes des Delles est créée le 31 décembre 1993. Elle fusionne le 1er janvier 2014 avec les communautés de communes entre Plage et Bocage, du Pays granvillais et du Pays hayland pour former la communauté de communes Granville, terre et mer.

## Composition
L'intercommunalité regroupait trois communes du canton de Bréhal :
1. Bréville-sur-Mer
2. Coudeville-sur-Mer
3. Longueville

## Administration
| Période      | Période       | Identité            | Étiquette | Qualité                                    |
| ------------ | ------------- | ------------------- | --------- | ------------------------------------------ |
| janvier 1994 | avril 2001    | Claude Giacco       |           | Maire de Bréville-sur-Mer                  |
| avril 2001   | avril 2008    | Monique Regnault    |           | Maire de Bréville-sur-Mer                  |
| avril 2008   | décembre 2013 | Philippe Desquesnes |           | Conseiller municipal de Coudeville-sur-Mer |